# Zephyranthes
Zephyranthes Herb. è un genere di piante angiosperme monocotiledoni della famiglia delle Amarillidacee.

## Tassonomia
Il genere comprende 184 specie:
- Zephyranthes advena (Ker Gawl.) Nic.García
- Zephyranthes alba Flagg, G.Lom.Sm. & García-Mend.
- Zephyranthes albiella Traub
- Zephyranthes albolilacina Cárdenas
- Zephyranthes amambaica (Ravenna) Nic.García & Meerow
- Zephyranthes americana (Hoffmanns.) Ravenna
- Zephyranthes amoena Ravenna
- Zephyranthes ananuca (Phil.) Nic.García
- Zephyranthes andalgalensis (Ravenna) S.C.Arroyo
- Zephyranthes andina (R.E.Fr.) Traub
- Zephyranthes araguaiensis (Ravenna) R.S.Oliveira & Dutilh
- Zephyranthes araucana (Phil.) Nic.García
- Zephyranthes arenicola Brandegee
- Zephyranthes atamasco (L.) Herb.
- Zephyranthes aurata (Ravenna) Nic.García & Meerow
- Zephyranthes bagnoldii (Herb.) Nic.García
- Zephyranthes bahiensis (Ravenna) R.S.Oliveira & Dutilh
- Zephyranthes barrosiana (Hunz. & Di Fulvio) S.C.Arroyo
- Zephyranthes bella T.M.Howard & S.Ogden
- Zephyranthes berteroana (Phil.) Nic.García
- Zephyranthes bifida (Herb.) Nic.García & Meerow
- Zephyranthes bifolia (Aubl.) M.Roem.
- Zephyranthes blumenavia (K.Koch & C.D.Bouché ex Carrière) Nic.García & Dutilh
- Zephyranthes botumirimensis (R.S.Oliveira) R.S.Oliveira & Dutilh
- Zephyranthes brachyandra (Baker) Backer
- Zephyranthes brevipes Standl.
- Zephyranthes breviscapa Ravenna
- Zephyranthes briquetii J.F.Macbr.
- Zephyranthes caaguazuensis (Ravenna) Nic.García & Meerow
- Zephyranthes caerulea (Griseb.) Baker
- Zephyranthes calderensis (Ravenna) Nic.García & S.C.Arroyo
- Zephyranthes candida (Lindl.) Herb.
- Zephyranthes capivarina Ravenna
- Zephyranthes cardinalis C.H.Wright
- Zephyranthes carinata Herb.
- Zephyranthes carminea (Ravenna) S.C.Arroyo
- Zephyranthes cearensis (Herb.) Baker
- Zephyranthes chacoensis (Ravenna) S.C.Arroyo
- Zephyranthes chichimeca T.M.Howard & S.Ogden
- Zephyranthes chlorosolen (Herb.) D.Dietr.
- Zephyranthes chrysantha Greenm. & C.H.Thomps.
- Zephyranthes ciceroana M.M.Mejía & R.G.García
- Zephyranthes cisandina (Ravenna) Nic.García
- Zephyranthes citrina Baker
- Zephyranthes clintiae Traub
- Zephyranthes comunelloi R.E.Bastian & Büneker
- Zephyranthes concinna (Ravenna) R.S.Oliveira & Dutilh
- Zephyranthes concolor (Lindl.) G.Nicholson
- Zephyranthes contermina (Ravenna) R.S.Oliveira & Dutilh
- Zephyranthes conzattii Greenm.
- Zephyranthes correntina (Roitman, J.A.Castillo & M.R.Barrios) Nic.García & S.C.Arroyo
- Zephyranthes crassibulba (Ravenna) S.C.Arroyo
- Zephyranthes crociflora T.M.Howard & S.Ogden
- Zephyranthes cubensis Urb.
- Zephyranthes datensis (Ravenna) R.S.Oliveira & Dutilh
- Zephyranthes depauperata Herb.
- Zephyranthes dichromantha T.M.Howard
- Zephyranthes diluta Ravenna
- Zephyranthes drummondii D.Don
- Zephyranthes duarteana (Ravenna) R.S.Oliveira & Dutilh
- Zephyranthes elegans Ravenna
- Zephyranthes elwesii (C.H.Wright) Nic.García
- Zephyranthes erubescens S.Watson
- Zephyranthes estensis (Ravenna) Nic.García & S.C.Arroyo
- Zephyranthes filifolia Herb. ex Kraenzl.
- Zephyranthes flavissima Ravenna
- Zephyranthes fluvialis Ravenna
- Zephyranthes fosteri Traub
- Zephyranthes gameleirensis (Ravenna) R.S.Oliveira & Dutilh
- Zephyranthes gilliesiana (Herb.) Nic.García
- Zephyranthes goiana (Ravenna) R.S.Oliveira & Dutilh
- Zephyranthes graciliflora (Herb.) Nic.García
- Zephyranthes gracilifolia (Herb.) G.Nicholson
- Zephyranthes gracilis Herb.
- Zephyranthes gratissima Ravenna
- Zephyranthes guachipensis (Ravenna) S.C.Arroyo
- Zephyranthes guatemalensis L.B.Spencer
- Zephyranthes hondurensis Ravenna
- Zephyranthes howardii Traub
- Zephyranthes immaculata (Traub & Clint) Nic.García & Meerow
- Zephyranthes insularum H.H.Hume ex Moldenke
- Zephyranthes irwiniana (Ravenna) Nic.García
- Zephyranthes ischihualasta (Ravenna) S.C.Arroyo
- Zephyranthes ita-andivi García-Mend., Flagg & G.Lom.Sm.
- Zephyranthes itaobina (Ravenna) Nic.García
- Zephyranthes jamesonii (Baker) Nic.García & S.C.Arroyo
- Zephyranthes jonesii (Cory) Traub
- Zephyranthes jujuyensis E.Holmb.
- Zephyranthes katheriniae L.B.Spencer
- Zephyranthes lactea S.Moore
- Zephyranthes laeta (Phil.) Nic.García
- Zephyranthes lagesiana Ravenna
- Zephyranthes lagopaivae (Campos-Rocha & Dutilh) Nic.García & Dutilh
- Zephyranthes latissimifolia L.B.Spencer
- Zephyranthes leonensis (Ravenna) S.C.Arroyo
- Zephyranthes leptandra (Ravenna) Nic.García
- Zephyranthes leucantha T.M.Howard
- Zephyranthes lindleyana Herb.
- Zephyranthes longifolia Hemsl.
- Zephyranthes longipes Baker
- Zephyranthes longistyla Pax
- Zephyranthes longituba Flory ex Flagg & G.Lom.Sm.
- Zephyranthes lucida (R.S.Oliveira) R.S.Oliveira & Dutilh
- Zephyranthes macrosiphon Baker
- Zephyranthes maculata (L'Hér.) Nic.García
- Zephyranthes magnoi (Ravenna) S.C.Arroyo
- Zephyranthes martinezii (Ravenna) Nic.García
- Zephyranthes mataca (Ravenna) S.C.Arroyo
- Zephyranthes matogrossensis (Ravenna) R.S.Oliveira & Dutilh
- Zephyranthes medinae (L.O.Alvarado & García-Mend.) Nic.García & Meerow
- Zephyranthes mendocensis Baker
- Zephyranthes mesochloa Herb.
- Zephyranthes mexicana (T.M.Howard) Nic.García & Meerow
- Zephyranthes microcarpa (Rusby) S.C.Arroyo
- Zephyranthes microstigma Ravenna
- Zephyranthes millarensis (Ravenna) Nic.García
- Zephyranthes minima Herb.
- Zephyranthes minor (Ravenna) R.S.Oliveira & Dutilh
- Zephyranthes minuta (Kunth) D.Dietr.
- Zephyranthes miradorensis (Kraenzl.) Espejo & López-Ferr.
- Zephyranthes moctezumae T.M.Howard
- Zephyranthes modesta Ravenna
- Zephyranthes moelleri (Phil.) Nic.García
- Zephyranthes monantha (Ravenna) Nic.García
- Zephyranthes montana (Phil.) Nic.García
- Zephyranthes morrisclintii Traub & T.M.Howard
- Zephyranthes nelsonii Greenm.
- Zephyranthes nervosa Herb.
- Zephyranthes neumannii (Roitman, J.A.Castillo & Maza) Nic.García & S.C.Arroyo
- Zephyranthes nymphaea T.M.Howard & S.Ogden
- Zephyranthes oranensis (Ravenna) S.C.Arroyo
- Zephyranthes orellanae Carnevali, Duno & J.L.Tapia
- Zephyranthes pantanalensis (Ravenna) R.S.Oliveira & Dutilh
- Zephyranthes paranaensis Ravenna
- Zephyranthes pedunculosa (Herb.) Nic.García & S.C.Arroyo
- Zephyranthes philadelphica (Ravenna) Nic.García & Meerow
- Zephyranthes phycelloides (Herb.) Nic.García
- Zephyranthes picta (Ravenna) S.C.Arroyo
- Zephyranthes plumieri H.H.Hume ex Moldenke
- Zephyranthes primulina T.M.Howard & S.Ogden
- Zephyranthes proctorii Acev.-Rodr. & M.T.Strong
- Zephyranthes pseudoconcolor Flagg, G.Lom.Sm. & García-Mend.
- Zephyranthes puertoricensis Traub
- Zephyranthes pulchella J.G.Sm.
- Zephyranthes purpurea Phil.
- Zephyranthes purpurella Ravenna
- Zephyranthes refugiensis F.B.Jones
- Zephyranthes reginae T.M.Howard & S.Ogden
- Zephyranthes riojana (Ravenna) S.C.Arroyo
- Zephyranthes robusta (Herb.) Baker
- Zephyranthes rosalensis Ravenna
- Zephyranthes rosea Lindl.
- Zephyranthes rubra (Ravenna) R.S.Oliveira & Dutilh
- Zephyranthes ruizlealii (Ravenna) S.C.Arroyo
- Zephyranthes saipinensis (Ravenna) Nic.García
- Zephyranthes salinarum (Ravenna) S.C.Arroyo
- Zephyranthes saltensis (Ravenna) S.C.Arroyo
- Zephyranthes sanavirone (Roitman, J.A.Castillo, G.M.Tourn & Uria) Nic.García & S.C.Arroyo
- Zephyranthes schulziana (Ravenna) S.C.Arroyo
- Zephyranthes sessilis Herb.
- Zephyranthes simpsonii Chapm.
- Zephyranthes smallii (Alexander) Traub
- Zephyranthes spectabilis (Ravenna) S.C.Arroyo
- Zephyranthes splendens (Renjifo) Nic.García
- Zephyranthes sprekeliopsis (Christenh. & Byng) Nic.García & Meerow
- Zephyranthes stellaris Ravenna
- Zephyranthes stellatorosea G.Lom.Sm., Spurrier, Flagg & Espejo
- Zephyranthes steyermarkii (Ravenna) S.C.Arroyo
- Zephyranthes subflava L.B.Spencer
- Zephyranthes susatana Fern.Alonso & Groenend.
- Zephyranthes sylvatica (Mart. ex Schult. & Schult.f.) Baker
- Zephyranthes tenuiflora (Phil.) Nic.García
- Zephyranthes tepicensis (Greenm. ex Flagg & G.Lom.Sm.) Flagg & G.Lom.Sm.
- Zephyranthes traubii (W.Hayw.) Moldenke
- Zephyranthes treatiae S.Watson
- Zephyranthes tubispatha (L'Hér.) Herb.
- Zephyranthes tucumanensis Hunz.
- Zephyranthes uruguaianica Ravenna
- Zephyranthes venturiana (Ravenna) S.C.Arroyo
- Zephyranthes versicolor (Herb.) G.Nicholson
- Zephyranthes vittata (T.M.Howard) Nic.García & Meerow
- Zephyranthes wrightii Baker
- Zephyranthes yaviensis Ravenna
- Zephyranthes zapotecana Nic.García & Meerow